# LZ 2
LZ 2 (Luftschiff Zeppelin 2) – drugi eksperymentalny sterowiec szkieletowy wybudowany w Niemczech przez wytwórnię Luftschiffbau Zeppelin z Friedrichshafen nad Jeziorem Bodeńskim.
Sterowiec pierwszy próbny lot wykonał 17 stycznia 1906. Z kilkoma pasażerami przebył dystans 110 km (czas lotu: 2 h 17 min). Sterowiec został zaprojektowany przez Ludwiga Dürra z pominięciem błędów przy projektowaniu i budowie LZ 1. Sterowiec wykonał dwa loty i został zniszczony.

## Budowa
LZ 2 miał 128 m długości; 11,66 m średnicy i ważył 13 ton. Jego konstrukcja była pokryta materiałem bawełnianym. W środku znajdowało się 17 komór, które wypełniało 11 300 m³ wodoru.
Sterowiec był zaopatrzony w dwa silniki o mocy 15 KM każdy, które napędzały dwa śmigła. Pod sterowcem było zaczepione 130 kg obciążenie stabilizujące, które mogło być przemieszczane wzdłuż sterowca. Posiadał także 300 kg balast. Pasażerowie i załoga byli umieszczeni w dwóch 6,2 m aluminiowych  gondolach umieszczonych pod sterowcem w przedniej i tylnej jego części, oddalonych od siebie o 55,1 m.

### Parametry techniczne sterowca LZ 2
- długość 128 m
- średnica: 11,66 m

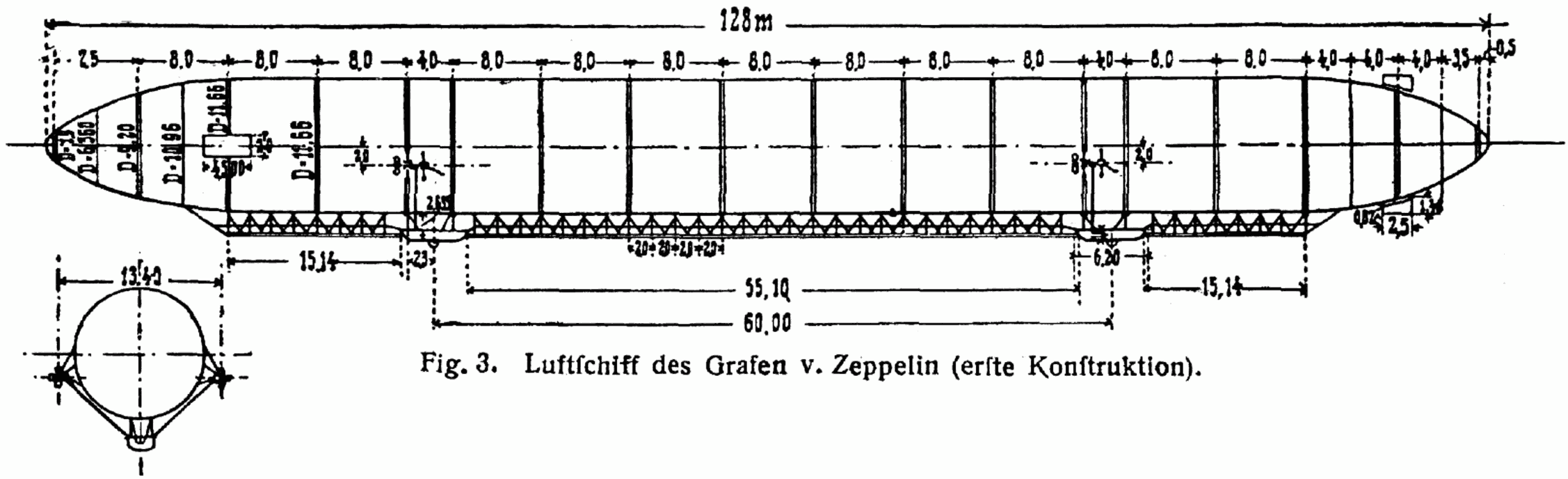
Rysunek konstrukcyjny sterowca LZ 1, pierwowzoru LZ 2

- pojemność: 143 000 m³ w tym: gaz nośny (wodór): 11 300 m³
- masa własna: 13 000 kg,
- napęd: 2 silniki o mocy 85 KM każdy
- prędkość maksymalna: 48 km/h[1]
- pułap: 1100 m